# Маккинна, Лори
Ло́ри Макки́нна (англ. Lawrie McKinna, 8 июля 1961, Килмарнок, Шотландия) — бывший шотландский и австралийский футболист, нападающий. После завершения игровой карьеры — футбольный тренер.

## Биография

### Карьера игрока
Лори Маккинна родился в Килмарноке в юго-восточной части Шотландии. Начинал карьеру в местной юношеской футбольной команде «Дарвел», за которую выступал на позиции нападающего. Дебют за профессиональный клуб Шотландской Премьер-лиги состоялся в 1982 году во время выступлений за «Килмарнок». В составе «Килмарнока» сыграл в 87 играх, забил 17 мячей. В 1986 году переехал в Австралию, где выступал за различные клубы в лигах разного уровня.

### Карьера тренера
Первой командой, которую начал тренировать Маккинна, был представитель Нового Южного Уэльса «Блэктаун Сити». В 1992 году он стал помощником главного тренера команды. В 1995 году Маккинну пригласил клуб «Хиллс Юнайтед», в нём он был играющим тренером. В 1997 Лори становится помощником главного тренера команды Национальной Футбольной Лиги Австралии «Сидней Олимпик» вместе с Дэвидом Митчеллом, затем следуют «Сидней Юнайтед» (1998) и «Парраматта Пауэр» (1999).
В 2002 году Маккинна покидает «Парраматта Пауэр» и становится главным тренером «Нодерн Спирит». Дебютный сезон в качестве главного тренера был удачным, команде удалось выиграть у многих более знаменитых клубов лиги, а сам Маккинна был удостоен звания «Тренер года» Национальной Футбольной Лиги Австралии.

#### Сентрал Коаст Маринерс
В 2005 году Маккинна становится новым тренером «Сентрал Кост Маринерс», чемпионат также был обновлён и стал называться A-Лига. Ему удаётся получить звание «Тренер года A-Лиги», которое присуждалось в этом году в новой лиге впервые. «Сентрал Кост Маринерс» под его руководством удаётся попасть в финал, кроме того, команда выигрывает пока единственный в своей истории Предсезонный кубок. В мае 2006 года Маккинна подписывает новый пятилетний контракт с «Маринерс».
В сезоне 2006/2007 Маккинна в интервью отмечал, что ему очень не нравится, когда пресса однобоко представляет ситуацию — команда не может чего-то достичь не только из-за игры, но в том числе из-за травм игроков основного состава — никто об этом не говорит. Также он затрагивает тему тренерских лицензий в футболе и заявляет о том, что готовится к получению новой для себя лицензии «Азиатская 'B'».
9 февраля 2010 года было объявлено, что Маккинна в сезоне 2010/2011 будет Менеджером по футбольным и коммерческим операциям в «Маринерс», а на посту главного тренера его сменит Грэм Арнольд.

#### Чэнду Блейдс
К Маккинне проявлял интерес клуб Суперлиги Китая «Чэнду Блейдс», в итоге он приступил к обязанностям главного тренера 19 марта 2011 года, подписав с клубом контракт. На тот момент клуб был самым бедным в чемпионате Китая.
15 августа тренер опубликовал в Твиттере сообщение о том, что он официально покидает команду «Чэнду Блейдс». В качестве одной из причин, которые заставили его покинуть клуб, называлось неудачное выступление команды в сезоне 2011 года. С Маккинной клуб лишь дважды одержал победы в чемпионате, пропустил более 30 мячей, при этом забив лишь 13. Итогом стало последнее место в лиге после 20 проведённых матчей.

#### Чунцин Лифань
2 декабря 2011 было объявлено, что Маккинна подписал годичный контракт с представителем Первой лиги Китая клубом «Чунцин Лифань». 15 апреля 2012 года покинул клуб в связи с неудовлетворительными результатами команды.

#### Сентрал Кост Маринерс
4 мая 2012 года стал футбольным Директором совета директоров австралийского клуба «Сентрал Кост Маринерс».